# Syconycteris
Syconycteris é um gênero de morcegos da família Pteropodidae. Pode ser encontrado na Indonésia e Papua-Nova Guiné.

## Espécies
- Syconycteris australis (Peters, 1867)
- Syconycteris carolinae Rozendaal, 1984
- Syconycteris hobbit Ziegler, 1982